# Élection présidentielle vietnamienne de mai 2024
L’élection présidentielle vietnamienne de 2024 a lieu le 22 mai 2024 afin d'élire au suffrage indirect le président du Viêt Nam.
L'élection a lieu de manière anticipée à la suite de la démission du président Võ Văn Thưởng, dans le cadre d'une vaste purge anticorruption menée par le secrétaire général du Parti communiste vietnamien, Nguyễn Phú Trọng.
Seul candidat en lice au sein d'un régime à parti unique, le général Tô Lâm est élu à l'unanimité des voix.

## Contexte

### Élection présidentielle de 2021

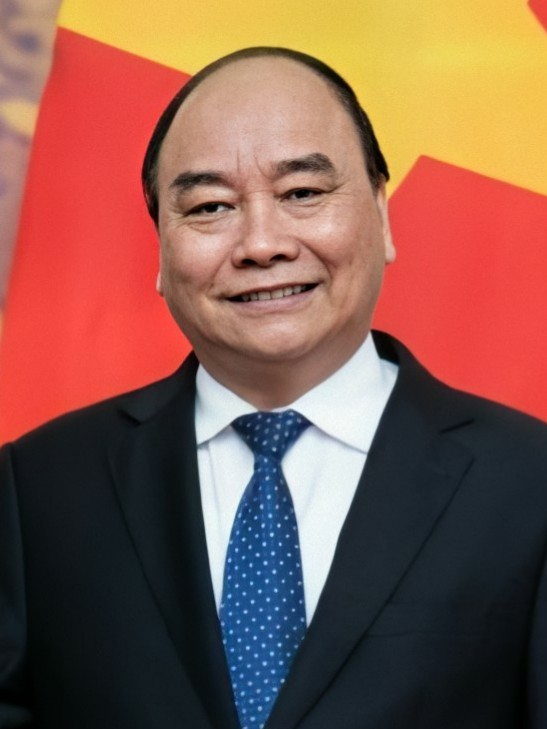
Nguyễn Xuân Phúc

Auparavant Premier ministre, Nguyễn Xuân Phúc est élu à l'unanimité des suffrages exprimés au cours de l'élection présidentielle d'avril 2021, dans le cadre d'un système à parti unique.
Son élection intervient en parallèle de la montée en puissance de son prédécesseur à la tête de l’État, le secrétaire général du Parti communiste vietnamien Nguyễn Phú Trọng. Élu en 2018 après la mort en fonction de Trần Đại Quang, ce dernier devient le premier dirigeant vietnamien à cumuler deux des quatre postes de pouvoirs du pays, surnommés les « quatre piliers » — Le plus important des quatre, le Secrétaire général du Parti communiste, ainsi que le Président de la république, le Premier ministre, et le président de l'Assemblée nationale —, dans ce qui est perçu comme une concentration des pouvoirs similaires à celle de Xi Jinping en Chine communiste voisine, et un signe de l'importante popularité de Nguyễn Phú Trọng, qui poursuit une politique de lutte contre la corruption.
Après deux mandats de cinq ans à la tête du parti, un retrait de Nguyễn Phú Trọng de la vie politique est attendu. À la surprise générale, celui-ci quitte en effet la présidence du pays via le vote d'une motion de démission à l'assemblée le 2 avril — effective après l'élection de son remplaçant —, mais se voit réélu pour un troisième mandat à la tête du parti, une première dans le pays,.
Le Premier ministre sortant Nguyễn Xuân Phúc est nommé candidat à la présidence, et l'emporte en l'absence d'opposants. Il prête serment le jour même. Âgé de 66 ans, ce dernier est crédité au cours de ses deux mandats de cinq ans au gouvernement d'une économie en forte croissance ainsi que d'une excellente gestion de la pandémie de Covid-19,,.

### Démission de Nguyễn Xuân Phúc
Courant janvier 2023, cependant, Nguyễn Xuân Phúc devient la cible de la campagne anticorruption menée par Nguyễn Phú Trọng. Un scandale de corruption lié à des pots-de-vin versés par la société de distribution de tests de dépistage du Covid-19, Việt Á Technologies, en échange de l'utilisation de ses tests à des prix surévalués conduit en effet à l'inculpation et au limogeage de centaines de hauts dirigeants, diplomates et policiers. Après le limogeage par l’Assemblée nationale de deux de ses vice-Premiers ministres et trois de ses ministres, accompagnés d'importantes rumeurs quant à sa destitution imminente, le président Nguyễn Xuân Phúc finit par démissionner le 17 janvier. La vice-présidente Võ Thị Ánh Xuân assure alors l'intérim,.
Malgré les rumeurs préexistantes, cet évènement provoque néanmoins la surprise dans un pays peu habitué à des changements politiques soudains, le régime communiste au pouvoir s'efforçant de donner une image de stabilité. La campagne anticorruption est ainsi perçue comme la conséquence de luttes intestines au sein du parti, la démission de Nguyễn Xuân Phúc relevant en partie de raisons politiques en vue de l'élection à la présidence d'un proche de Nguyễn Phú Trọng,. Les purges, inédites à ce niveau de l’État, ont ainsi lieu dans le contexte d'une influence croissante des responsables proches de la république populaire de Chine voisine

### Présidence de Võ Văn Thưởng

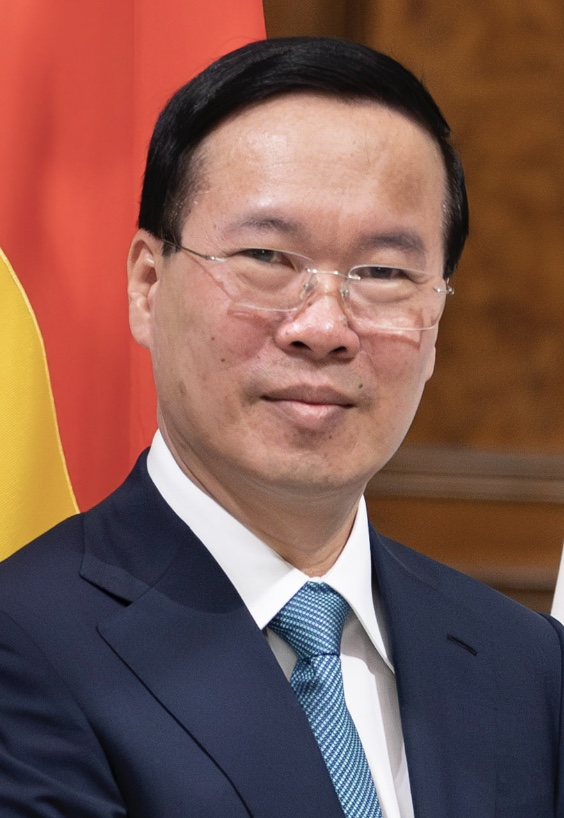
Võ Văn Thưởng en 2023

La démission du président provoque l'organisation d'une élection présidentielle anticipée en mars 2023. Plus jeune membre du Bureau politique du parti, Võ Văn Thưởng est élu à l'unanimité des voix. Son accession à la présidence reflète l'influence de Nguyễn Phú Trọng, qui parvient à faire élire l'un de ses soutiens. Âgé de 78 ans, le secrétaire général sécurise ainsi sa succession en vue de son départ supposé du pouvoir, son troisième mandat devant s'achever en 2026,.
Le nouveau président est cependant lui même rapidement victime des mêmes purges menées par le parti sous la bannière d'une lutte anti-corruption qui continue alors de toucher plusieurs haut responsables du parti ainsi que des chefs d'entreprises. Accusé de « violations » et de « lacunes » ayant « portés atteinte à la réputation du Parti, de l'État et de lui-même » sans que les raisons exactes soient connues, Võ Văn Thưởng démissionne le 20 mars 2024, dans ce qui est perçue comme la conséquences de vives luttes internes au parti pour le pouvoir. Précédée de plusieurs semaines de rumeurs en ce sens, sa démission intervient quelques jours après l'arrestation pour corruption de plusieurs de ses anciens proches collaborateurs lorsqu'il était à la tête de la branche du parti de la Province de Quảng Ngãi douze ans auparavant. Võ Văn Thưởng était également lié par ses activités dans le parti à Hô Chi Minh-Ville, particulièrement visée par le programme gouvernemental du fait d'un scandale d'arnaque financière de plusieurs milliards de dollars,,. Võ Văn Thưởng quitte l'ensemble de ses fonctions de membre du politburo et du Comité central ainsi que de président du Conseil national de défense et de sécurité, tandis que le vice-président Võ Thị Ánh Xuân assure l'intérim.
La campagne de purges se révèle si importante qu'elle paralyse le fonctionnement du pays selon les diplomates et investisseurs étrangers, en ralentissant considérablement les prises de décision.

## Système électoral
Le président de l'État de la république socialiste du Viêt Nam est élu au suffrage indirect au scrutin uninominal majoritaire à un tour par les membres de l'Assemblée nationale en leur sein. Le mandat du président est de cinq ans, sans limitation du nombre de mandats.
L'assemblée élit également un vice-président, qui l'assiste et exerce ses fonctions par intérim en cas d'incapacité de ce dernier, jusqu'à l'organisation d'une nouvelle élection présidentielle. Le mandat du nouveau président élu dure dans ce cas jusqu'à la fin prévue de celui de son prédécesseur.
Le Comité central du Parti communiste vietnamien impose que les candidats à la présidence du pays et de l'Assemblée nationale soient membres du politburo depuis au moins un an, sauf exception approuvée directement par le Comité.

## Résultats
| Candidats                | Candidats                | Partis                   | Voix | %     |
| ------------------------ | ------------------------ | ------------------------ | ---- | ----- |
|                          | Tô Lâm                   | DCV                      | 472  | 100   |
|                          |                          |                          |      |       |
| Votes valides            | Votes valides            | Votes valides            | 472  | 99,79 |
| Votes blancs et nuls     | Votes blancs et nuls     | Votes blancs et nuls     | 1    | 0,21  |
| Total                    | Total                    | Total                    | 473  | 100   |
| Absents                  | Absents                  | Absents                  | 15   | 2,87  |
| Inscrits / participation | Inscrits / participation | Inscrits / participation | 487  | 97,13 |

## Analyse

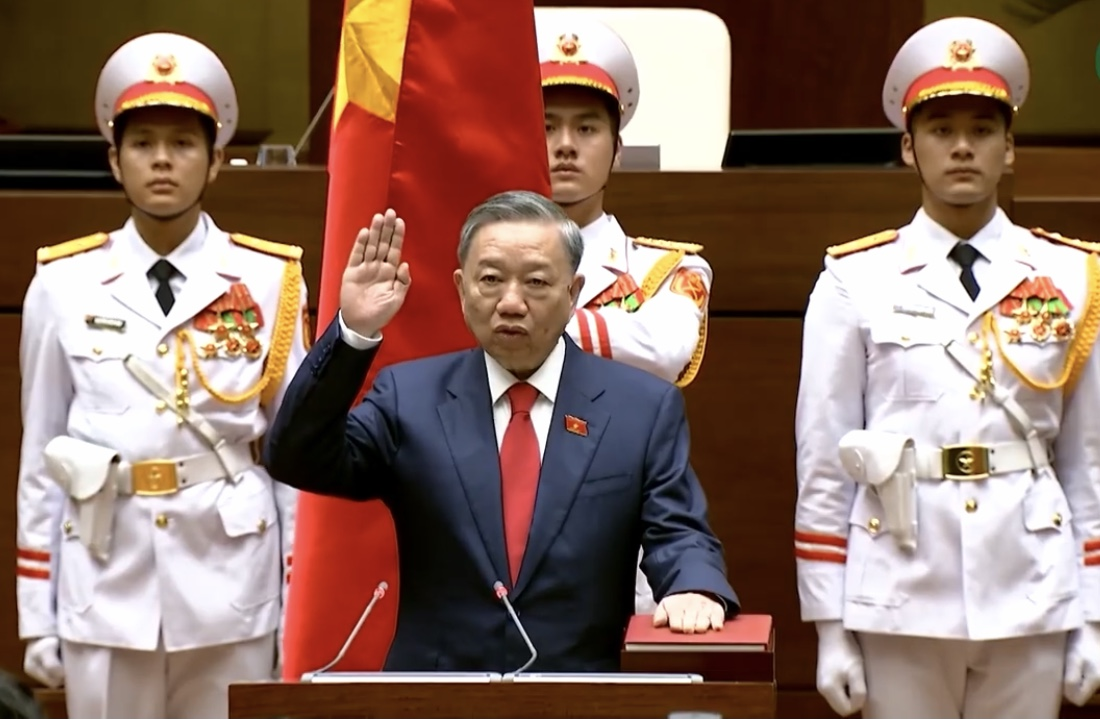
Tô Lâm prêtant serment le 22 mai

Nommé candidat le 18 mai par le Comité central du Parti communiste vietnamien, le général Tô Lâm, est élu quatre jours plus tard à la présidence à l'unanimité des voix dans le cadre d'un régime à parti unique. Jusqu'alors membre du politburo et ministre de la sécurité publique — postes qu'il quitte juste avant l'élection —, il reçoit les félicitations de Nguyễn Phú Trọng, et prête serment le jour même.
Son élection est perçue comme une étape majeure des luttes de pouvoirs qui agitent le Viêt Nam depuis deux ans, en portant à la présidence un homme issu de l'appareil de sécurité. Son élection intervient dans le contexte d'une véritable « hémorragie » à la tête du parti, dont six des dix-huit membres du politburo sont alors vacants tandis que plusieurs centaines de cadres et d'entrepreneurs sont lourdement condamnés dans des affaires de corruption. L'irruption d'un général d'armée à la tête de l’État est perçue, malgré un poste essentiellement honorifique, comme un dénouement à la crise.
Nguyễn Phú Trọng meurt à l’âge de 80 ans le 19 juillet 2024 dans un hôpital militaire de la capitale Hanoï, ouvrant la voie à une crise de succession dans le pays,. La crise semble alors profiter à son allié, le président Tô Lâm, qui assurait depuis plusieurs jours les pouvoirs du secrétaire général lors de son hospitalisation.